# Breg, Majšperk
Breg pri Majšperku je majhno naselje, ki spada pod občino Majšperk, na severovzhodu Slovenije. Nahaja se na desnem bregu reke Dravinje, ter spada pod Štajersko pokrajino in Podravsko regijo. Kraj ima zelo bogato zgodovino, saj je tam obratovala Tovarna volnenih izdelkov ter Konus Planika. Kraj je imel v preteklosti tudi lastno elektrarno, katere lastnica je bila Marija Kubricht, lastnica baročne vile iz leta 1735, ki še danes stoji v tem kraju.